# Eufemia (kejserinde)
Eufemia (født i 400-tallet, død 523 eller 524, var en byzantinsk kejserinde, gift med kejser Justinus I.
Hun skal have været slave og konkubine for sin ejer. Hun hed tidligere Lupicina, hunulv, Lupae, et andet navn for prostitueret. Da hun blev kejserinde, ændrede hun navn til Eufemia, en helgeninde, som hun skal have været interesseret i. Til trods for at hun siges ikke at have haft nogen indflydelse på politik, skal hun ifølge kirken have forvaltet statens religiøse anliggender. Hun modsatte sig ægteskabet mellem Justinian og Theodora. Loven forbød ægteskab mellem samfundsklasserne. Først efter hendes død kunne kejseren ændre loven og gøre det muligt for parret at blive gift.